# سامسونگ اس‌جی‌اچ-آ۲۲۷
سامسونگ اس‌جی‌اچ-آ۲۲۷ یک‌نمونه از گوشی‌های تلفن همراه سری A شرکت سامسونگ می باشد که توسط همین شرکت به بازار عرضه شده‌است.